# レシプロソー

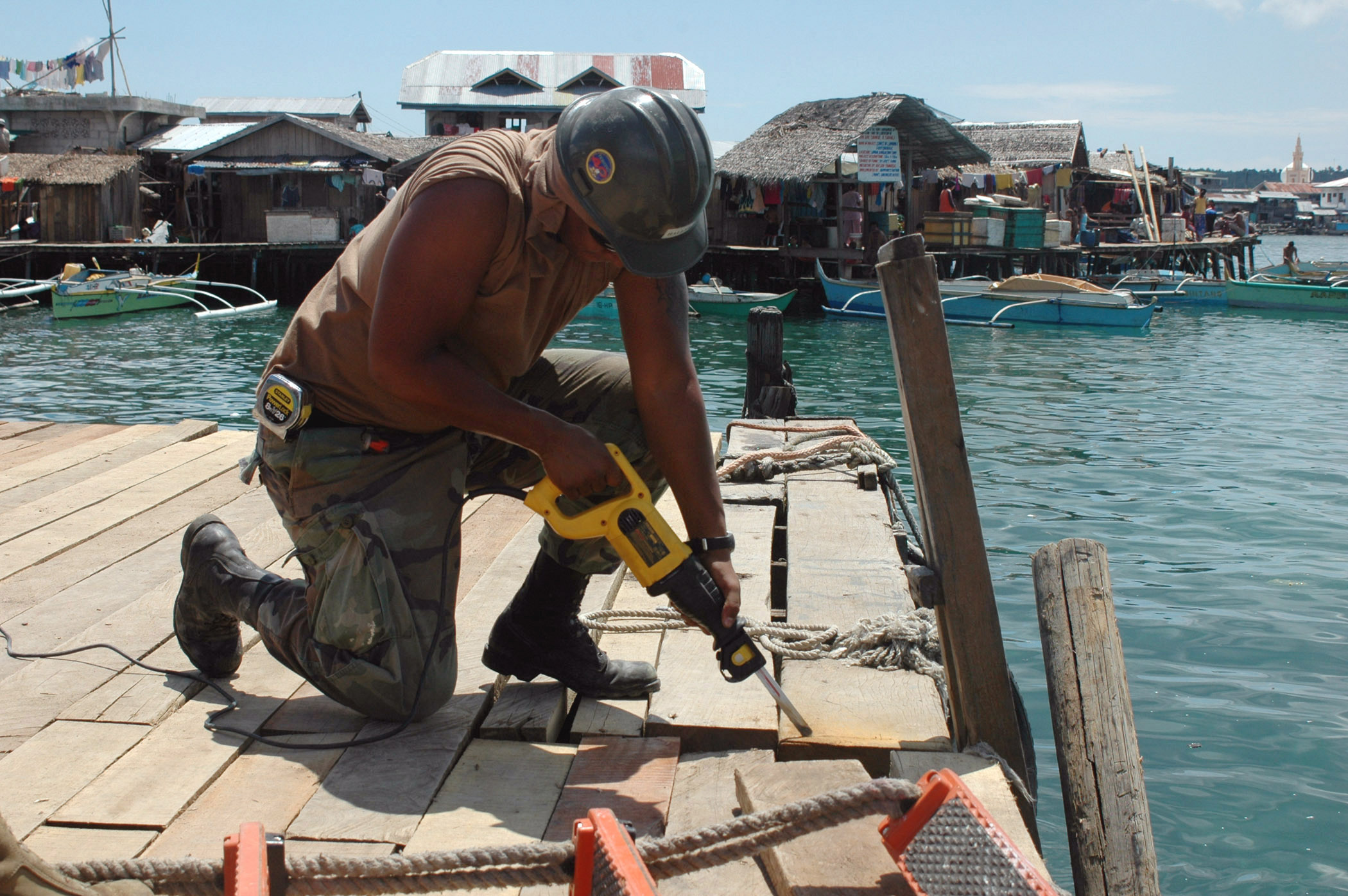
電動レシプロソー

レシプロソー(reciprocating saw)またはセーバーソー(saber saw)とは往復運動する鋸刃により、金属や木材を切断する動力のこぎりの一種である。

## 概要
開口工事に便利であり、狭い開口部分で障害となる金属管や鉄筋の撤去、木材、化粧ボード等の切断に使用される場合が多い。一般にストローク（鋸刃の動く距離）は１インチが多い。ジグソーに比べブレードも厚くて丈夫に出来ており、機械も出力(W)が大きくなっていて切断力が強い。
名前の由来は、ブレード（鋸刃）の動きが往復運動(reciprocating)を略して一般にレシプロソーと呼ばれる。セーバーソーと呼ばれる事もあるが、これはオランダ語のサーベル（西洋の剣）に似ている事よりそれを英語表示(saber)として呼んでいる事による。

## 種類
切断作業が過酷な事が多くパワーの出る交流電源式が主流であるが、近年充電式の直流電源式も二次電池がニッケル・カドミウム蓄電池からニッケル・水素充電池そしてリチウムイオン二次電池へと、モーターがカーボンブラシモーターからブラシレスモーターの開発により高性能品が次々と製品化されている。水中で使用するエアー動力のレシプロソーもある（例えば、DIAMOND石原機械レシプロソーDRS-300XAエアーモータータイプ）。

## 機能
基本機構は、モーターの回転を（国内品の多くはベベルギア又はヘリカルギアに伝え）減速し、ベベルギア又はヘリカルギアにブレードを取付け往復するシャフトと各社独自の機構により連結する事により、回転を往復運動に返還する。機械本体を材料に押し付ける等、機械を保持した状態で、ブレードを被切断材に押し付けるとブレードが往復運動をする事により復路で被切断材が切断される。往復運動の為振動が大きいが、その反動を小さくする機構付きの機種もある（例えば、工機ホールディングスの「電子セーバソーCR13VEY」カウンターウエイト機構）。
トリガースィッチの国内の交流電源式と　充電式や欧米の交流電源式の大きな違いは、国内交流電源式の物は作業性を優先してスイッチオンを保持するロックボタン付きの機種がある。それに対して充電式や欧米タイプは、スイッチに誤って触れた時に機械が不用意に動かない様に、安全の為スイッチオンにする為に解除操作を必要とする方式を採用している機種が多い。
特殊タイプとして配管業者仕様品として切断対象を鋼管に限定した、支持棒付きバイスに厚くて幅広の専用ブレードを取付けたオービタル機構付きレシプロソーがある。この配管業向けタイプは、バイスによる「てこの原理」で作業性向上、切断角度の品質と切断時間短縮を図っており1985年にドイツのREMS社が最初に発売し、1987年には国内配管機器メーカー(REXレッキス工業,MCC松阪鉄工所,Asadaアサダ)もその後同様機種を発売している。

## オービタル機構

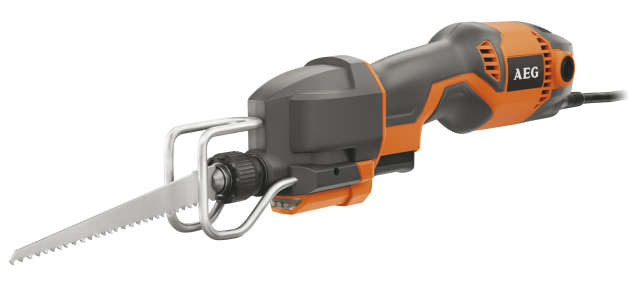
電動小型レシプロソー

レシプロソーでは、ブレード取付シャフトを単純に直線往復駆動して切断するものと、往復駆動すると同時に上下方向の揺動動作を行ない、ブレードを被切断材に勢いよく食い込ませることにより切断能率の向上を図るようにしたものとがある。このように往復運動及び揺動運動の複合動作によってブレードが楕円軌道を描き切断する形態をオービタル切断という。往路は楕円軌道の上側を、復路は楕円軌道の下側を動き、ブレードがレシプロソー本体側に引き込まれる復路時に、被切断材に食い込む方向に運動軌跡をすることにより、切断能率が著しく向上する。一般にオービタル機構は、被切断材にあわせ上下の動きを何段階かに切り替えられる。

## スピードコントローラ
作業を行なう時、被切断材の切断位置にブレードをあて、切り始める時はブレードのスピードがゆっくりの方が跳ねたり横にずれたりしないので都合が良い。又、被切断材に合わせてブレードのスピードを調整する事は鋸刃の切削速度を被切断材に適したものとする事になり、鋸刃の寿命や切れ方が良くなる。その為レシプロソーの上級機種は鋸刃のスピードを制御する電子回路が内蔵されている。歴史的には、高速と低速の切替を電気的に行なっていたものに始まり、スピード設定のダイヤルを持った（又は、スイッチに内蔵した）電子回路方式による「電子制御スピードコントローラ」そして「電子制御フィードバックスピードコントローラ」がある。「電子制御スピードコントローラ」は、負荷時に無負荷で設定したストローク数より少し低下する傾向がある。フィードバック方式は設定したスピードに切断負荷をかけて設定値よりスピードが遅くなるとモーターの回転数が速くなり設定したストローク数に自動的に修正される。負荷時のスピードを一定に保つ為、負荷時のモーターの回転数を測定して電子回路にフィードバックし、ストローク数を設定値に保つ調整が自動で行なえる方式もある。通常の交流電源機種では、ストロークを1インチ前後としストローク数を約0～3,000min-1（回／分）(SPM)無段階設定可能としている機種が多い。

## ブレード（鋸刃）の種類

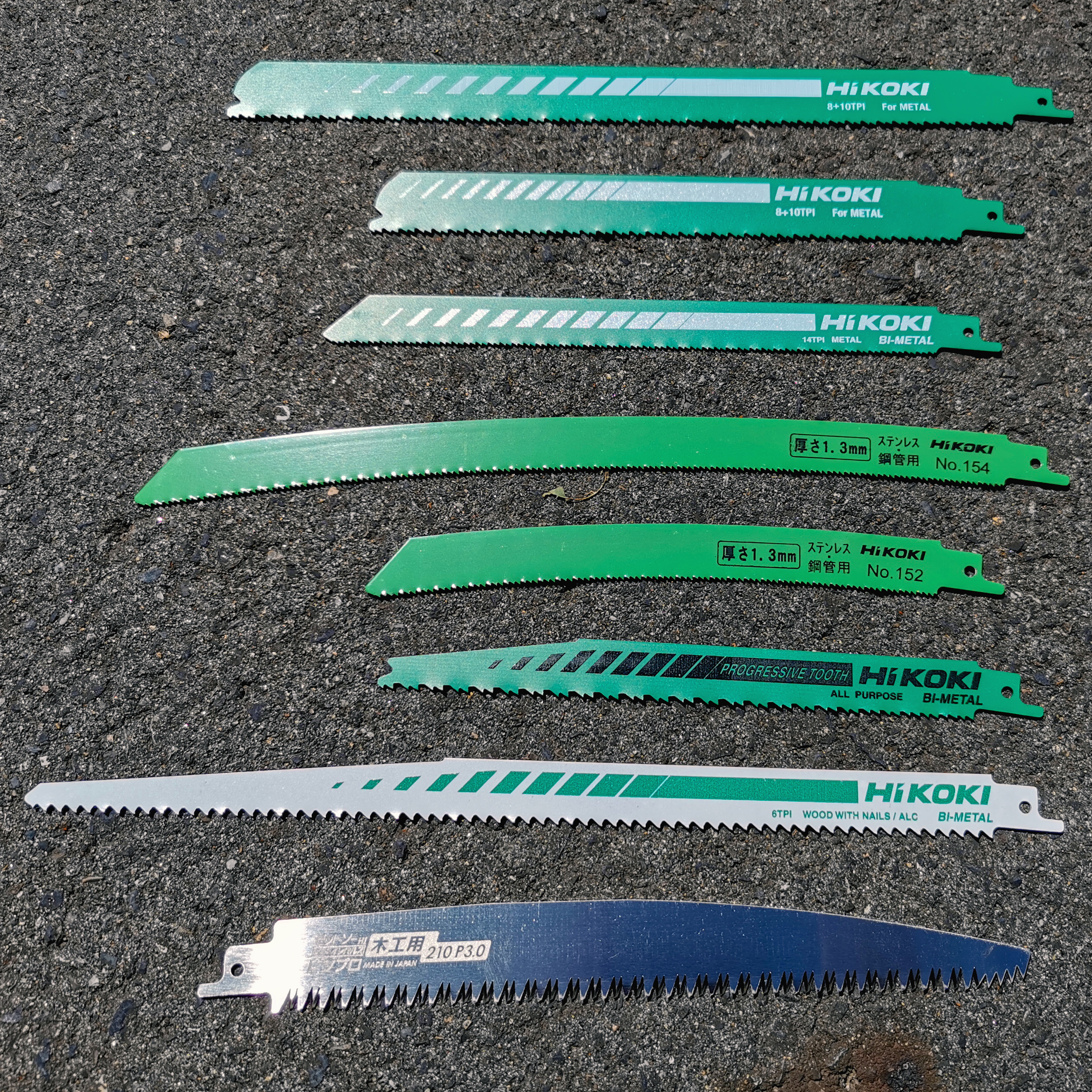
用途によって様々な刃が存在する

ブレード（鋸刃）は、往復動するシャフトへの取付部と鋸刃の付いた部分は約3度から5度の角度が鋸刃方向についている。この角度が、復路での鋸刃の被切断材への切り込みとなる。
作業時に使用する鋸刃は、被切断材にあわせて選択する。木材用・金属用・ステンレス鋼用・樹脂材用等と各種揃っている。鋸刃の材質と1インチあたりの山数が、被切断材にあわせて各メーカーが工夫して専用品を揃えている。材質は、炭素工具鋼・ハイス・コバルトハイス・バイメタル等が主である。レシプロソーの便利な使い方として被切断材を床や壁の際で切断する事がある。この場合はブレードが曲がっても折れないバイメタル鋸刃を使用し、曲がった状態で往復作動させて切断作業を行なう事が出来る。
ブレードのシャフトへの取付部形状は各社外観は同一であるが、各電動メーカーにより微妙に寸法が異なるので替え刃入手時には説明書の適用機種を確認する必要がある。ブレードの製造は、国内電動工具メーカーの場合自社生産ではなくOEMである場合が多い。鋸刃専門メーカーとして河部鋸刃工業株式会社、福知山興行株式会社、株式会社ハウスビーエム等がある。これら鋸刃専門メーカーは、取り付け寸法を工夫して自社ブランドで各社の電動レシプロソー「兼用替え刃」を販売している。

## ステンレス材の切断
ステンレス鋼は、加工において難削材と分類される。高速で切断すると切削時に加熱され、表面硬度が高くなり鋸刃が磨耗してしまう事になる。切断はゆっくりしたスピードで切断する事が、熱による被切断材であるステンレス材の表面硬化や刃の構成刃先生成の問題を避けるうえで有効である。レシプロソーで切断する場合は、例えばストロークが約1インチの機種では約1000 min-1（回／分）(SPM)までになるようにスピードコントローラーを設定すると鋸刃の切削速度がステンレス材に適したものになる。ステンレス材の切断には、コバルトハイス又はバイメタルのブレードが推奨される。但し、管の場合は肉厚により厚肉管は歯の荒い鋸刃を、薄肉管は歯の細かい山数の鋸刃を選ぶ必要がある。

## 主なメーカー
海外製品では黎明期にミルウォーキ(Milwaukee)・ロックウェル(Rockwell)・スキル(Skil)、現在はボッシュ(Bosch)やブラック&デッカー(STANLEY)、国内では工機ホールディングス・京セラインダストリアルツールズ(RYOBI)・マキタがよく知られている。
レシプロソーが世界で最初に開発された時期の明確な資料は無い。判明している古い年度の記事を参考に記述する。
- Milwaukeeは、1951年に手持ちハクソーであるレシプロソーを発売している[5][6]。
- アメリカの科学誌POPULAR SCIENCEの1961年記事にSTANLEYのレシプロソーが載っている[7]。